# Entandrophragma candollei
Entandrophragma candollei gehört zu der Familie der Mahagonigewächse (Meliaceae). Sie ist über ganz West- und Zentralafrika verbreitet. Im Handel ist sie unter dem Namen Kosipo oder Heavy sapele bekannt.  Das Handelskurzzeichen nach DIN EN 13556 für diese Baumart lautet ENCN.

## Beschreibung

### Habitus
Entandrophragma candollei ist laubabwerfend, erreicht eine Wuchshöhe von über 50 Metern und erreicht einen Stammdurchmesser bis über 2 Meter. Der Stamm ist meist gerade und zylindrisch, mit bis zu 4 Meter stammaufwärts reichenden Brettwurzeln. Der Stamm ist bis zu einer Höhe von über 25 Metern astfrei. Die Rinde ist anfangs glatt und faserig und später schuppig und bräunlich bis gräulich. Frische Abschnitte der Rinde sind rötlich und sondern eine gummiartige Substanz ab.
Die wechselständigen und gestielten Laubblätter sind paarig gefieder mit bis zu 20 Blättchen. Der abgeflachte Blattstiel ist bis zu 20 Zentimeter lang. Die kurz gestielten, fast kahlen, ganzrandigen, spitzen bis bespitzten, leicht ledrigen, welligen Blättchen sind verkehrt-eiförmig bis elliptisch oder länglich und bis 18 Zentimeter lang. Die Nebenblätter fehlen.
Entandrophragma candollei ist zweihäusig diözisch. Es werden end- oder achselständige und kurz bräunlich behaarte Rispen gebildet. Die kleinen, funktionell eingeschlechtlichen und kurz gestielten, grünlich-gelben Blüten sind fünfzählig mit doppelter Blütenhülle. Die 10 Staubblätter sind röhrig verwachsen. Der fünfkammerige Fruchtknoten ist oberständig mit kurzem Griffel und gelappter, scheibenförmiger Narbe. Die männlichen Blüten besitzen einen Pistillode und die weiblichen Staminodien mit Antheroden. Es ist jeweils ein kissenförmiger Diskus ausgebildet.
Es werden hängende und zylindrische, bis 23 Zentimeter lange, vielsamige, holzige, septifrage Kapselfrüchte, die sich an der Spitze fünfklappig öffnen, gebildet. Die einseitig geflügelten Samen sind mit Flügel bis zu 12 Zentimeter lang.

## Vorkommen
Das Verbreitungsgebiet von Entandrophragma candollei erstreckt sich über West- und Zentralafrika. In Ländern wie Guinea, Angola, Elfenbeinküste, Nigeria, Kamerun, Kongo und Uganda wachsen sie vermehrt. Entandrophragma candollei bevorzugt trockenere Standorte in den tropischen unteren Regenwälder, aber auch in den tropischen regengrünen Wäldern kann sie anzufinden sein. Der Halbschattenbaum steht meist eingesprengt und gelegentlich horstweise zusammen. Häufig ist er vergesellschaftet mit Sipo, Sapelli und Tiama.

## Holz

### Strukturmerkmale

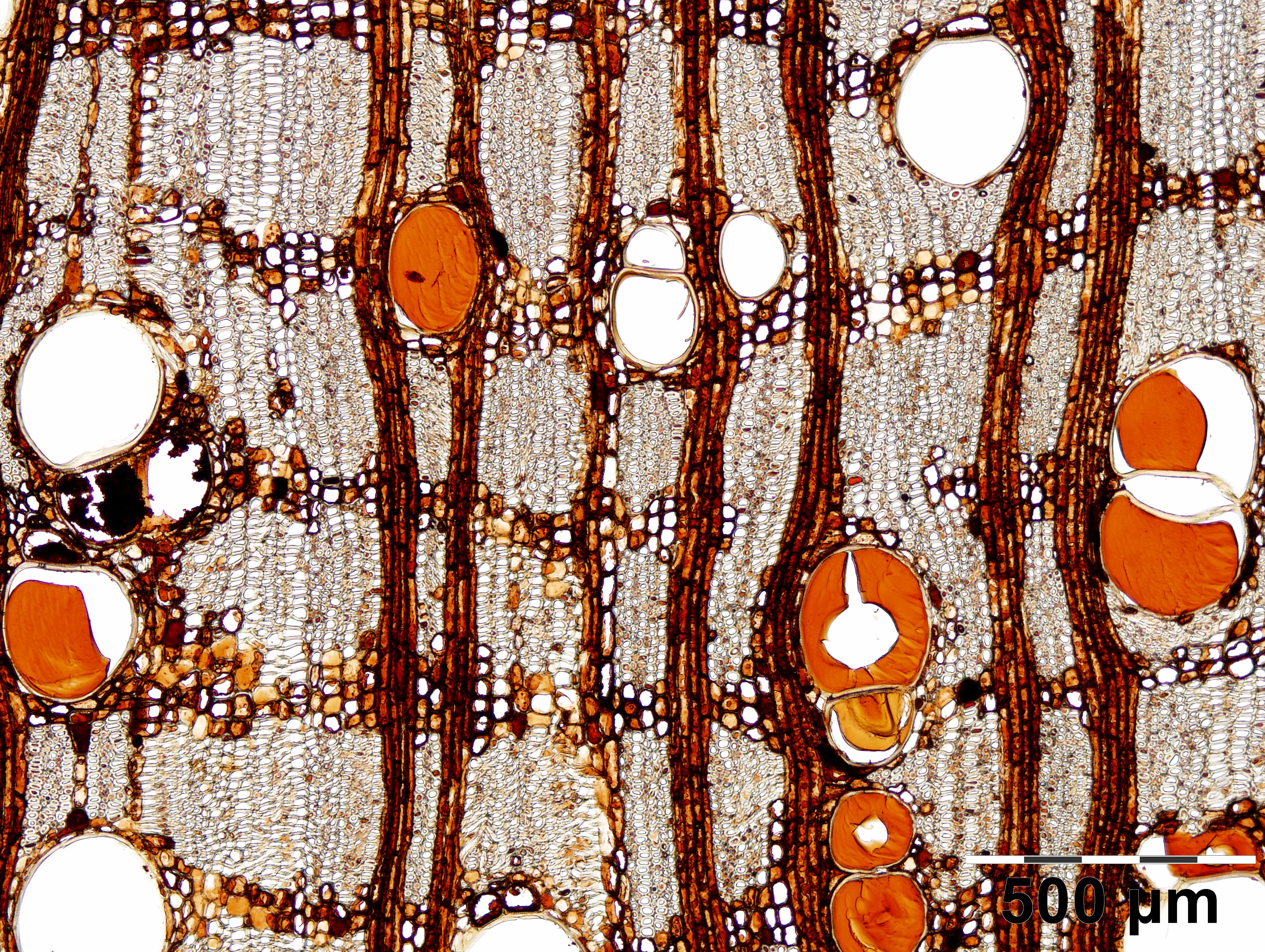
Entandrophragma candollei: Mikroskopische Ansicht des Querschnittes

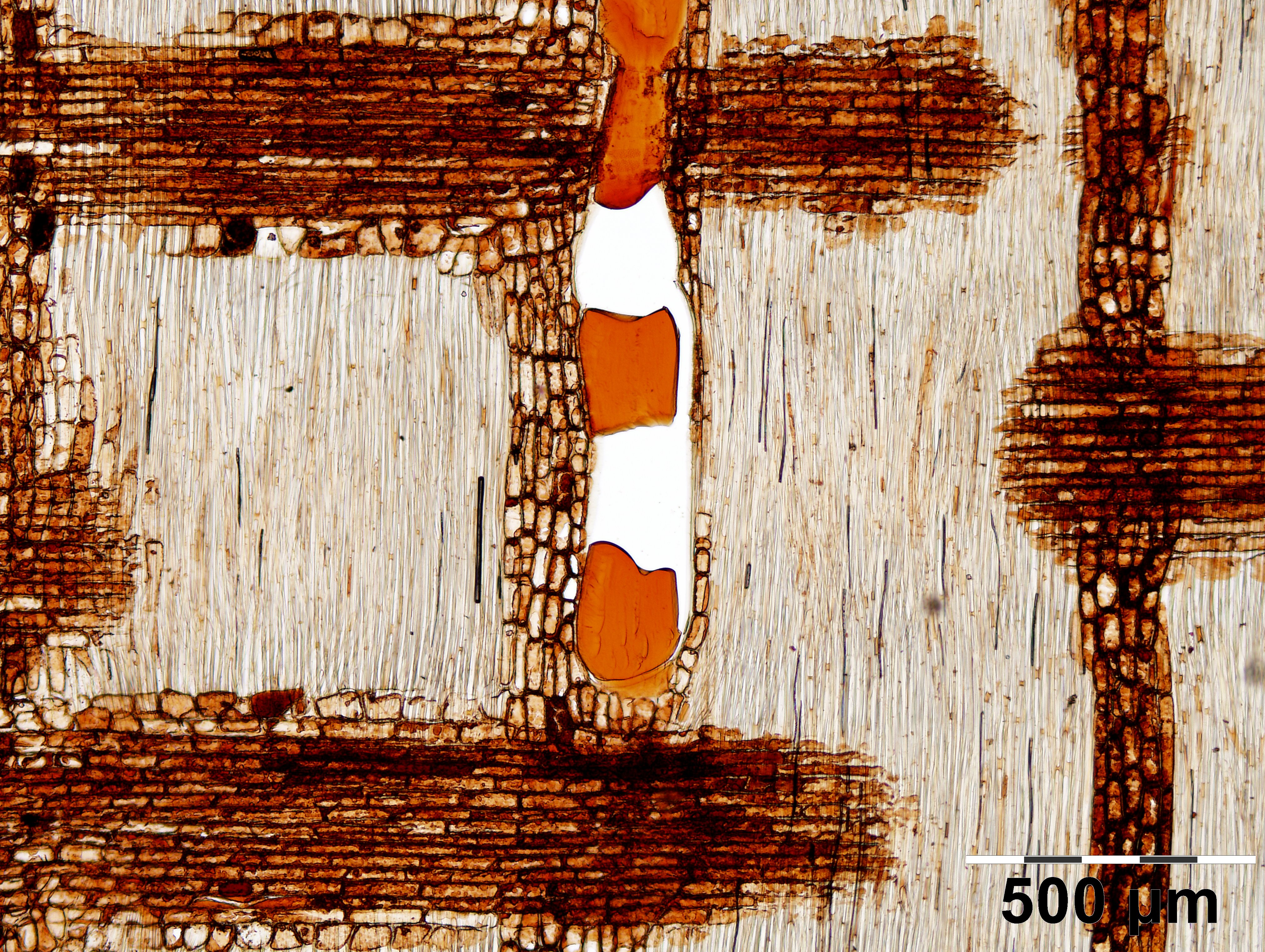
Entandrophragma candollei: Mikroskopische Ansicht des Radialschnittes

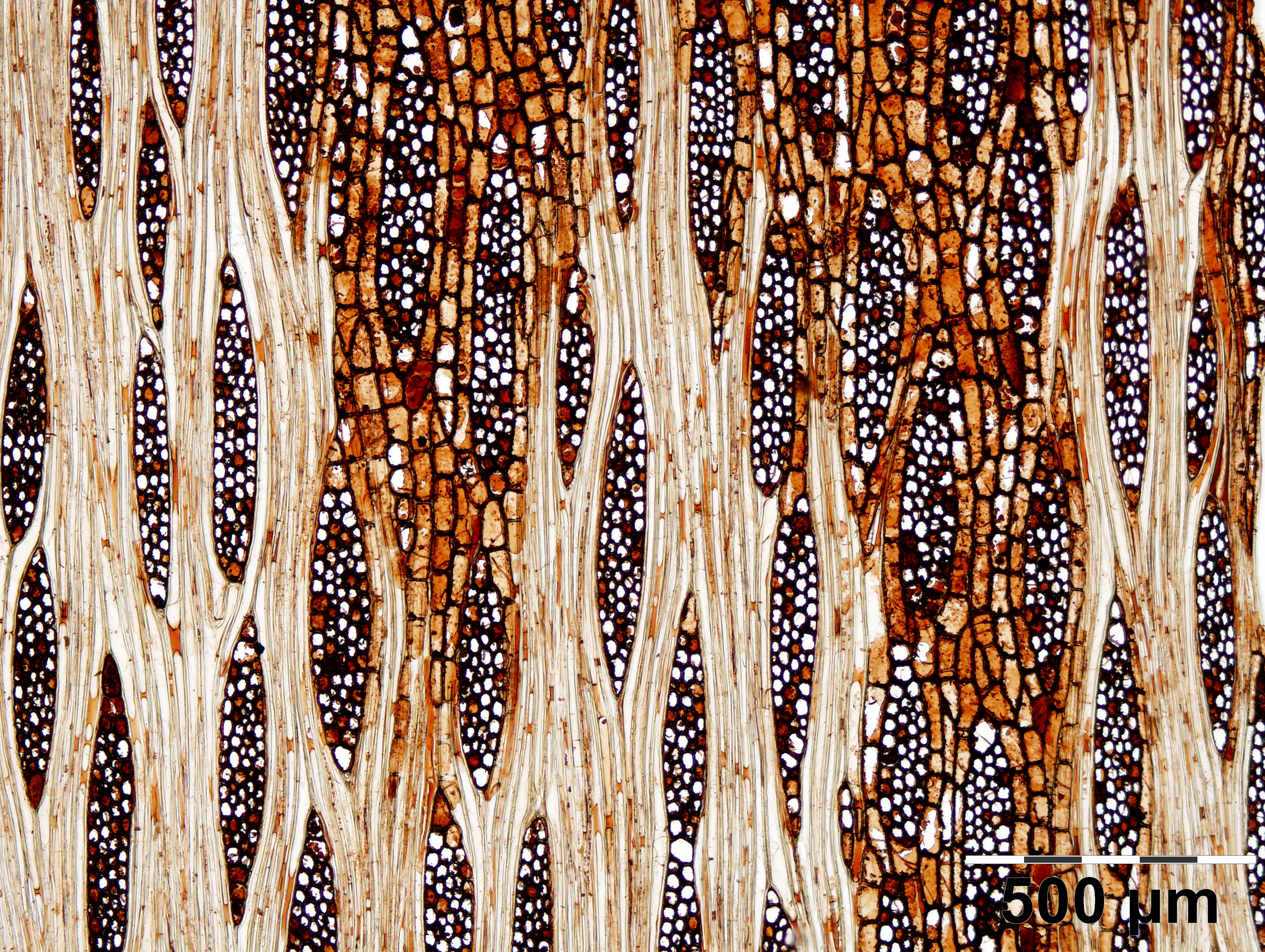
Entandrophragma candollei: Mikroskopische Ansicht des Tangentialschnittes

Makroskopisch sind die Zuwachszonen, die Gefäße und das bandförmige Längsparenchym im Querschnitt gut zu erkennen. Betrachtet man die Anordnung der Gefäße im Querschnitt auf mikroskopischer Ebene, erkennt man, dass es sich um einen Zerstreutporer handelt. Der durchschnittliche Porendurchmesser beträgt 210 µm, welches vergleichsweise mittelgroß bis groß ist. Der vorhandene Wechseldrehwuchs verursacht häufig sehr ausgeprägte Glanzstreifen.

### Farbe
Das grau bis gelbgraue Splintholz ist 5–8 cm breit und setzt sich deutlich von dem rotbraunen, bis violettbraunen Kernholz ab. Das Kernholz ist meist dunkler als vergleichsweise das des Entandrophragma utiles.

### Verwendung
Meist wird es als Furnierholz, Messerholz, aber auch als Schälholz zur Herstellung von technischem Sperrholz für Verkleidungen im Bootsbau, für Container und Schalungsplatten genutzt. Des Weiteren wird es auch als Konstruktionsholz im Innen- und Außenbereich für mittlere Beanspruchung, für Treppen, Arbeitsplatten und Bänke genutzt.

### Bearbeitbarkeit
Aufgrund des Wechseldrehwuchses und der damit verbundenen Faserabweichung kann es bei manchen Bearbeitungsarten zu Rissen, Abplatzungen oder Ausrissen kommen. Daher muss das Holz auch besonders schonend getrocknet werden. Bei dem Trocknungsprozess ist zu beachten, dass dieser langsam und vorsichtig erfolgen sollte, da das Holz zum Quellen und Schwinden neigt.
Entandrophragma candollei ist mäßig hart, ziemlich elastisch und schwer spaltbar. Infolgedessen können die Werkzeuge bei der Bearbeitung des Holzes teilweise stark abstumpfen. Es lässt sich gut beleimen und lackieren, aber aufgrund der groben Struktur ist es zum Polieren weniger geeignet.
| Kenngröße         | Wert  | Einheit |
| ----------------- | ----- | ------- |
| Rohdichte         | 0,62  | g/cm³   |
| Druckfestigkeit   | 57    | N/mm²   |
| Elastizitätsmodul | 11800 | N/mm²   |
| Biegefestigkeit   | 102   | N/mm²   |
| Zugfestigkeit     | 78    | N/mm²   |

### Import
Kosipo (Entandrophragma candollei) wird häufig mit Sapelli oder Sipo verwechselt. Frische Hölzer sind frostgefährdet, deshalb sind Importe während der kalten Jahreszeit zu vermeiden.
In Deutschland wurden beispielsweise Einzelblöcke von 8,0 Metern Länge, mit einem Durchmesser von 2,15 bis 2,36 Meter und 27 bis 31 Tonnen Masse importiert. Es gilt auch als Austauschholz für Red Meranti, Makore, Keruing und Mahagoni.